# ويسلي روبرتس
ويسلي روبرتس (بالإنجليزية: Wesley Roberts) (مواليد 24 يونيو 1997) هو سبّاح نيوزيلندي، مثّل بلاده في الألعاب الأولمبية الصيفية 2016 و2020.

## روابط خارجية
ويسلي روبرتس على موقع الاتحاد الدولي للسباحة (الإنجليزية)
- ويسلي روبرتس على موقع SwimRankings.net (الإنجليزية)
- ويسلي روبرتس على موقع اللجنة الأولمبية الدولية (الإنجليزية)
- ويسلي روبرتس على موقع أوليمبيديا (الإنجليزية)